# Jesús Fernández Blanco
Jesús Fernández Blanco (Cuenca de Campos, Valladolid, España, 15 de febrero de 1892 – Buenos Aires, Argentina, 14 de noviembre de 1963 ) fue un letrista  y poeta que desarrolló su actividad en Argentina volcado al género del tango. Hizo la letra de la marcha del Club Boca Juniors en  1926, sobre una música de Italo Goyeche.

## Actividad profesional
Escribió un centenar de piezas musicales con la colaboración de músicos destacados como Luis Bernstein, Francisco Canaro, Fidel Del Negro, José Di Clemente, Enrique Lomuto, Vicente San Lorenzo, Baldomero Suárez, y Germán Teisseire. Su primera creación fue el tango campero El gaucho se va en 1923, que musicalizó Andrés Domenech, que también hizo lo mismo con Lonjazos, Telarañas y El barbijo; Carlos Gardel grabó este último, así como Calor de hogar con música de Eugenio Carrere.
Otras obras que se recuerdan son Corazón de oro, Virgen morena, Tra-La-Lá, Nápoles en Buenos Aires, El abrojito,  Seguime corazón,  Suerte matrera, Lágrimas de amor, Qué hacés qué hacés.
Tuvo cargos directivos de SADAIC y escribió para el teatro piezas cortas y revistas, tales como Desnudos artísticos, estrenada en el Teatro Florida el 30 de mayo de 1925 por Telémaco Contestábile y música de Manuel Jovés, La flor azteca provisional, Un diario de meta y ponga con cachadas y milonga y La gran milonga política.

## La marcha de Boca Juniors
La marcha de Boca Juniors es una idea de Victoriano "Toto" Caffarena, el único hincha que acompañó la memorable gira de 1925 del equipo de fútbol. En 1926 Caffarena le pidió a Italo Goyeche la música para la marcha y luego Jesús Fernández Blanco le puso letra. La marcha fue ejecutada por primera vez en público en 1928, en un restaurante en el Puerto de La Boca, luego de un partido entre Boca y el equipo británico Motherwell.

## La payanca
En 1916 Augusto Pedro Berto se basó en un viejo gato de autor anónimo que había tocado con la guitarra antes de hacerse bandoneonista, para hacer la tercera parte de un tango que  al  editar al año siguiente encuadró como  «Tango milonga sobre motivos populares». 
Respecto del título hay diversas versiones;  el pianista Juan Santa Cruz dijo que Berto ejecutaba con frecuencia el tango –todavía sin nombre- en el cabaré L'Abbaye de Esmeralda al 500 y un día a sugerencia de un concurrente lo tituló La payanca. Berto afirmó que es por el tiro de lazo dirigido a las manos o el cogote del animal que tiene ese nombre y, finalmente, otra versión asegura que era el apodo de la prostituta-proxeneta de un prostíbulo. Juan Andrés Caruso hizo una primera letra para la música de este tango y, más adelante, Fernández Blanco hizo otra.

## Filmografía
Temas musicales
- Cita en la frontera (1940)[7][8]